# Parafia Matki Bożej Częstochowskiej w Mikołowie Śmiłowicach
Parafia pw. Matki Bożej Częstochowskiej – rzymskokatolicka parafia znajdująca się w Śmiłowicach (sołectwo Mikołowa). Parafia należy do dekanatu mikołowskiego, 

## Historia
Parafia istniejąca od 1 stycznia 1991 roku jako parafia tymczasowa, a 12 września 1992 roku jako parafia pełnoprawna. Duszpasterzami są księża salwatorianie.

## Liczebność i obszar parafii

### Ulice należące do parafii
Bukowa, Cisów, Elsnera, Gliwicka 75-149, 102-162, Jarzębinowa, Jesionowa, Kawalca, Łączna 115-139, 112-130, Reta Śmiłowicka, Zgody.

## Duszpasterze

### Proboszczowie
- ks. Piotr Jarząbek SDS (1992-2002)
- ks. Artur Mieleszko SDS (2002-2006)
- ks. Antoni Cebula SDS (2006 - nadal)

### Administratorzy
- ks. Piotr Jarząbek SDS (1991-1992)

### Inni księża
- ks. Sławomir Soczyński SDS
- ks. Henryk Białas

### Duchowni pochodzący z parafii
- ks. Alojzy Gorol SDS - wyświęcony w 1989.
- ks. Ludwik Kołodziej SDS - wyświęcony w 1994

## Kościoły i kaplice mszalne
Kościół Matki Boskiej Częstochowskiej w Mikołowie-Śmiłowicach. Kościół konsekrowany 12 września 1992 roku.

## Domy zakonne
Księża Salwatorianie, ul. Jesionowa 11

## Cmentarze
Cmentarz komunalny przy ulicy Jesionowej w Mikołowie-Śmiłowicach.